# Switches and Sweeties
Switches and Sweeties é um curta-metragem de comédia mudo norte-americano, realizado em 1919, com o ator cômico Oliver Hardy.

## Elenco
- Jimmy Aubrey - Janitor
- Oliver Hardy - (como Babe Hardy)
- Richard Smith